# Hopfenorden

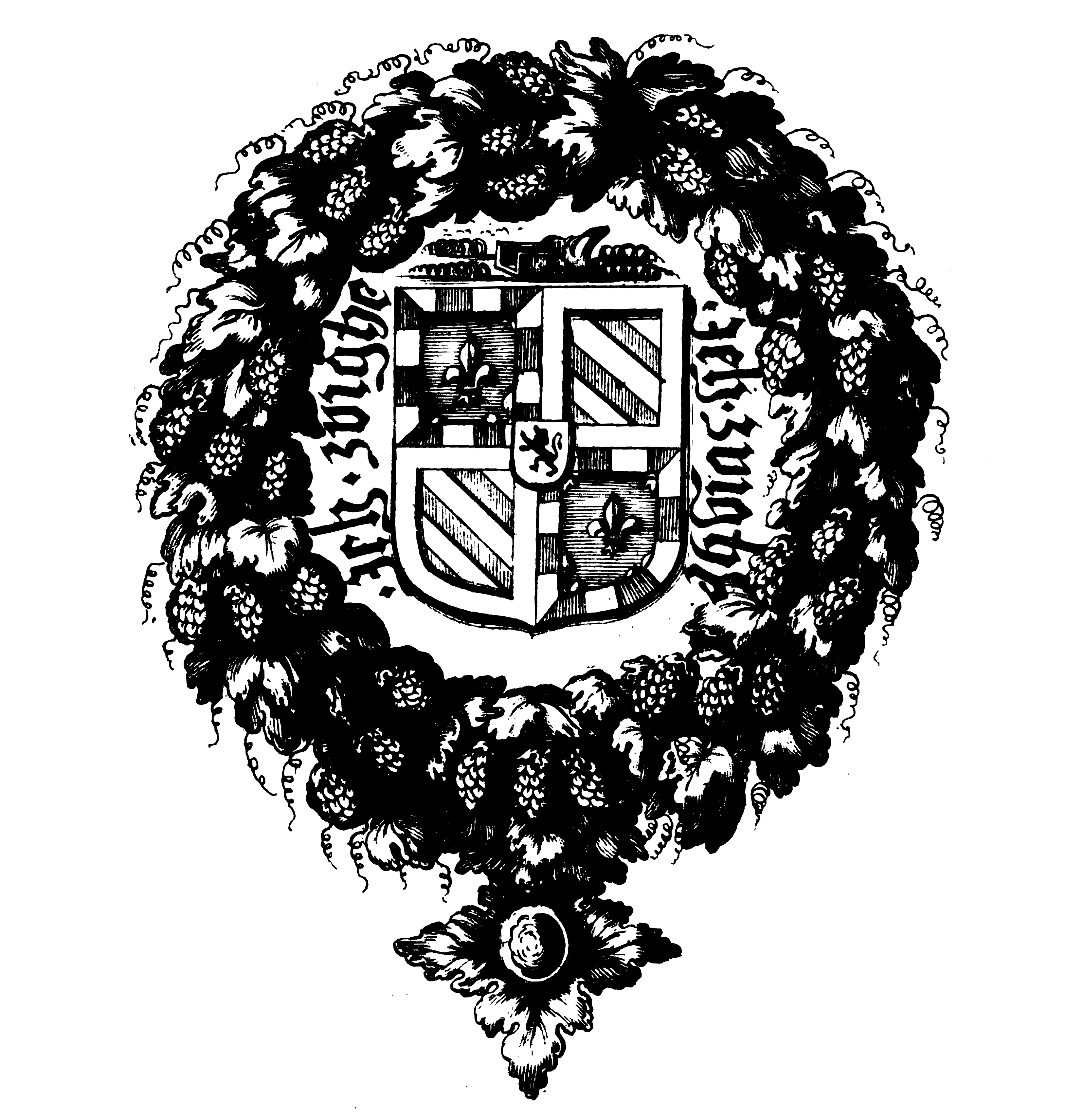
Ordenszeichen

Der Hopfenorden (niederländisch Orde van de Hop, französisch Ordre du Houblon, lateinisch Ordo Lupuli) war ein Ritterorden in der Grafschaft Flandern.
Es gibt zu diesem Orden wenig gesicherte Quellen. Er soll von Johann Ohnefurcht, dem Herzog von Burgund, kurz nach seiner Übernahme Flanderns 1405 gestiftet worden sein. Zweck soll die Ehrung des Hopfenanbaus und des Brauhandwerks, tragende Säulen der flandrischen Wirtschaft, und die Förderung seiner Beliebtheit bei seinen Untertanen gewesen sein. Ein Mitglied soll Louis de Valois, duc d’Orléans gewesen sein. Nach einer anderen Überlieferung war der Orden eine Adelsgesellschaft des Herzogs, die sich einmal wöchentlich betrank.
Ein überliefertes Ordenszeichen war Johanns Wappen mit dem flämischen Löwen im Mittelschild, umgeben von Hopfenranken und der flämischen Ordensdevise Ich zuighe (Ich schweige).
Der Orden ging nach dem Tod des Herzogs 1419 unter, sein Nachfolger Philipp stiftete 1430 den noch heute bestehenden Orden vom Goldenen Vlies.
Seit 1970 verleiht das Internationale Hopfenbaubüro einen gleichnamigen Preis für Verdienste um den Hopfenanbau in den Stufen Ritter, Offizier und Kommandeur. Das Ordenszeichen entspricht dem des historischen Ritterordens, allerdings mit der Umschrift C.I.C.H. (Comité International de la Culture du Houblon), I.H.B. (Internationales Hopfenbaubüro) und I.H.G.C. (International Hop Growers’ Convention) statt der Ordensdevise. Zu den Trägern zählen der Brauer Hans-Georg Eils, der Agrarpolitiker Norbert Lins (CDU) und der ehemalige Geschäftsführer des Deutschen Brauer-Bunds Peter Hahn.